# Ivan Tourgueniev
« Tourgueniev » redirige ici. Pour les autres significations, voir Tourgueniev (homonymie).
Ivan Sergueïevitch Tourgueniev (en russe : Иван Сергеевич Тургенев, [ɪˈvan sʲɪrˈɡʲeɪvʲɪtɕ turˈɡʲenʲɪf] ) est un écrivain, romancier, nouvelliste et dramaturge russe né le 28 octobre 1818 (9 novembre dans le calendrier grégorien) à Orel et mort le 22 août 1883 (3 septembre dans le calendrier grégorien) à Bougival. Son nom était autrefois orthographié Tourguénieff ou Tourguéneff.
Sa famille est aisée, et sa mère très autoritaire. Il vit de 1838 à 1841 à Berlin avant de retourner à Saint-Pétersbourg puis de partir pour Londres et de s'installer à Paris. Son roman le plus célèbre est Pères et Fils, qui met notamment en scène des nihilistes — dénomination qu'il popularise —, auxquels il oppose le « héros positif ».
Il se lia d’amitié avec de nombreux écrivains, comme Gustave Flaubert, Émile Zola, Victor Hugo, Guy de Maupassant, Harry Alis, Alphonse Daudet, George Sand, Edmond de Goncourt, Prosper Mérimée, Alexandre Dumas ou Jules Verne, ainsi qu’avec des musiciens et compositeurs.

## Biographie

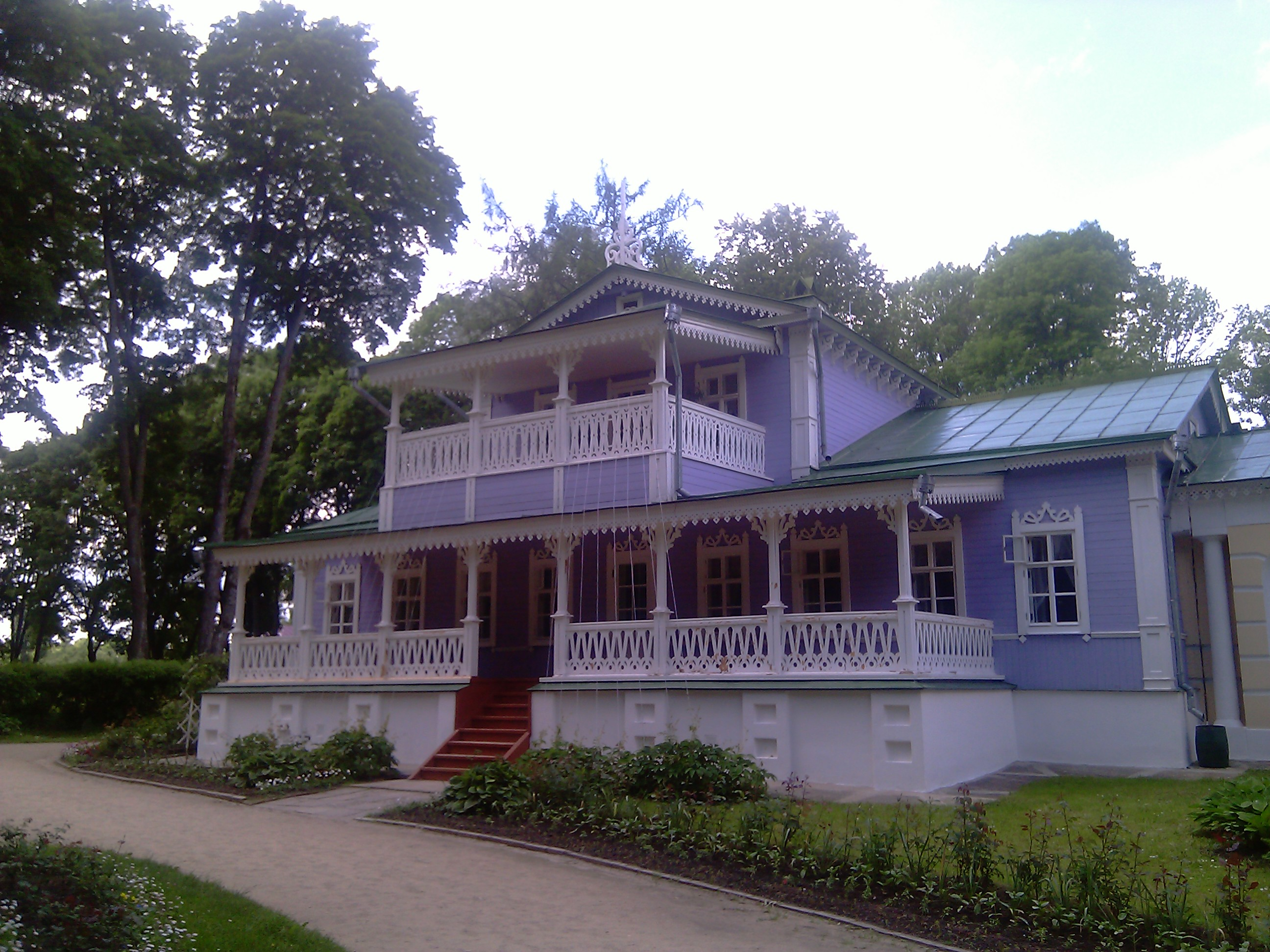
Maison familiale des Tourgueniev, à Orel

Ivan Tourgueniev naît à Orel (à 350 km au sud de Moscou) en 1818, de Serge Nicolaïévitch (1793-1834) et Varvara Petrovna Loutovinova (1787-1850) . Son père, officier supérieur, est issu d'une grande famille aristocratique d'origine tatare, établie à Toula ; sa mère, d'une famille de noblesse de service d'Orel, d'origine lituanienne, orpheline à 16 ans, est une riche propriétaire terrienne, « possédant » 5 000 âmes. Tout oppose le père de l'écrivain, bel officier, élégant, effacé en famille, de sa mère, plus âgée, brutale pomiéchtchitsa (propriétaire), tyrannique jusque dans sa propre famille, aux traits grossiers : c'est un mariage d'intérêt pour le descendant des khans de la Horde d'or.
Les trois enfants du couple, Nikolaï (1816-1879), Ivan et Sergueï (1821-1837), vivent dans la propriété maternelle, Spasskoïe-Loutovinovo, à dix kilomètres au nord de Mtsensk. C’est là qu’Ivan s'initie à la chasse, échappant provisoirement à la tyrannie de sa mère. La nature joue d’ailleurs un grand rôle dans ses romans. Il est confié à des précepteurs russes et étrangers dont il reçoit une excellente éducation. Il apprend le français, l’allemand, l’anglais, le grec et le latin. Avec un serf, il commence à écrire ses premiers poèmes. Très tôt, il se rend compte de l’injustice des hommes des classes supérieures envers les serfs, injustice contre laquelle il se révoltera et se battra toute sa vie.
En 1827, il s’installe à Moscou. Pendant deux ans, il se prépare à entrer à l’université. En 1833, il s’inscrit à la faculté des Lettres à l’université de Moscou. En 1834, il fréquente la faculté de philosophie à Saint-Pétersbourg et rencontre Nicolas Gogol, qui est professeur d’histoire l'année suivante. Il termine ses études en 1836 et assiste en 1851 à la lecture par Gogol de son Revizor.
En 1837, après la mort d'Alexandre Pouchkine, il édite la correspondance de ce dernier et traduit plusieurs de ses poèmes avec Mérimée. L’année suivante, son fameux poème Le soir est publié dans une revue progressiste. Il part alors pour Berlin afin d'y poursuivre ses études et de voyager en Europe. Il revient en 1841 passer l’été chez sa mère. Il a une liaison avec une lingère, de laquelle naîtra sa fille Pélagie. Il devient fonctionnaire en 1843 et rencontre le critique Vissarion Belinski. Tourgueniev, admiratif, lui dédiera Pères et Fils.
Dès l'hiver 1843, Tourgueniev s’intéresse au théâtre italien auquel il s'abonne à Saint-Pétersbourg. Il y rencontre la célèbre mezzo-soprano Pauline Viardot avec laquelle il entretiendra une liaison jusqu’à sa mort. Cette période marque aussi le début de ses idées progressistes et le début de la censure de ses œuvres, notamment de ses pièces de théâtre, qui ne seront souvent jouées en Russie qu'après 1861.
Deux courants de pensée s’affrontaient alors parmi les intellectuels russes, - dans un contexte de dictature conservatrice - : les slavophiles, qui refusaient toute influence extérieure et étaient  attachés aux coutumes russes, et les occidentalistes, favorables à une modernisation à l'occidentale. Boris Zaïtsev note dans sa biographie que « Tourgueniev était un occidentaliste, dans sa jeunesse il s'était quelque peu éloigné de la Russie et dans les débats avec les slavophiles, il critiquait régulièrement la Russie dans un esprit “libéral”. Mais au fond de lui-même, là d'où procédait son art, il était profondément russe… ».
Tourgueniev, libéral, réformiste, a dès lors vécu une grande partie de sa vie hors de Russie. Il s'en explique dans ses mémoires en 1868 : « Presque tout ce que je voyais autour de moi suscitait en moi malaise, indignation - rejet... Je ne pouvais respirer le même air, demeurer à côté de ce que je haïssais... Il me fallait absolument m'éloigner de mon ennemi, pour mieux le combattre à distance. À mes yeux cet ennemi avait un visage bien défini, un nom : c'était le servage ». Parfois critiqué par les slavophiles pour son éloignement et sa proximité avec l'Occident, - une caricature acerbe de Tourgueniev, figure dans le roman de Dostoievsky "Les possédés/les démons" , où il est présenté comme un bel esprit occidentalisé et ne croyant pas en la Russie, - il affirmait être resté profondément attaché à son pays auquel il revenait régulièrement : « Je ne crois pas que mon occidentalisme me privait en rien de toute sympathie pour la vie russe, ni de toute compréhension de ses particularités et de ses besoins. »
De 1847 à 1850, Tourgueniev vit en France et publie beaucoup, dont le recueil Mémoires d’un chasseur et la pièce Un mois à la campagne. En 1850, il vit près de Paris dans le château de Courtavenel, propriété des Viardot, où réside Charles Gounod, l'auteur de l'opéra Faust. Il fréquente George Sand. La même année, Nicolas Ier exige le retour des Russes expatriés. Tourgueniev quitte la France et se voit retenu en Russie pendant la guerre de Crimée. Il récupère sa fille et l’envoie chez Pauline Viardot, en France. Celle-ci l’élève comme sa propre enfant.
En 1852, les Mémoires d'un chasseur sont publiées. Cette œuvre échappe à la censure malgré son caractère subversif, car elle relate la vie des paysans russes. Par la suite, Tourgueniev écope d'un mois de prison, mais continue d’écrire ce qu'il pense du servage. Il est alors assigné à résidence. En 1853, Pauline Viardot revient faire une tournée de scène en Russie. Tourgueniev prend alors un faux passeport, part pour Moscou afin de la voir et lui remettre des manuscrits à publier en France. À la fin de l’année 1855, il reçoit le jeune Léon Tolstoï, alors officier, auquel il explique qu’il devrait écrire et non se battre. Il l’encourage dans ce sens. C'est l'année où il termine Roudine, son premier roman, le type littéraire de l'idéaliste russe des années 40, « à l'origine de tous les “hommes de trop” et des médecins désabusés de Tchékhov », selon Zaïtsev.
Pendant cette période (1856-1862),Tourgueniev entretient une amitié avec la comtesse Lambert, membre de l'aristocratie de Saint-Pétersbourg, dont témoigne une riche correspondance à l'accent très personnel.
En 1857, de retour à Paris où il rencontre Prosper Mérimée, Alexandre Dumas, il écrit les préfaces de Pères et Fils et de Fumée et traduit plusieurs récits. Il lance le Fonds littéraire à la fin des années 1850. En 1860, il publie "À la veille", « son premier roman social » (Troyat). La critique est sévère : Tourgueniev, qui a toujours défendu un progrès pacifique en Russie, paraît dépassé aux jeunes progressistes plus intransigeants tels que Tchernychevski ou Dobrolioubov. Suit un de ses chefs-d'œuvre, Premier amour, une nouvelle autobiographique (« Cette nouvelle, je ne l'ai pas inventée, elle est le produit de toute mon existence. »). Tourgueniev partage ses terres avec ses paysans et devient membre de l’académie des sciences. Le 9 février 1861, le servage est aboli. Tourgueniev publie Pères et Fils, ce qui peut symboliser le passage de l’ancienne à la nouvelle Russie.
Comme le note un critique russe : « C'était alors pour la littérature russe et mondiale un temps de transition entre romantisme et réalisme, le temps de l'affirmation et de l'épanouissement du réalisme ».

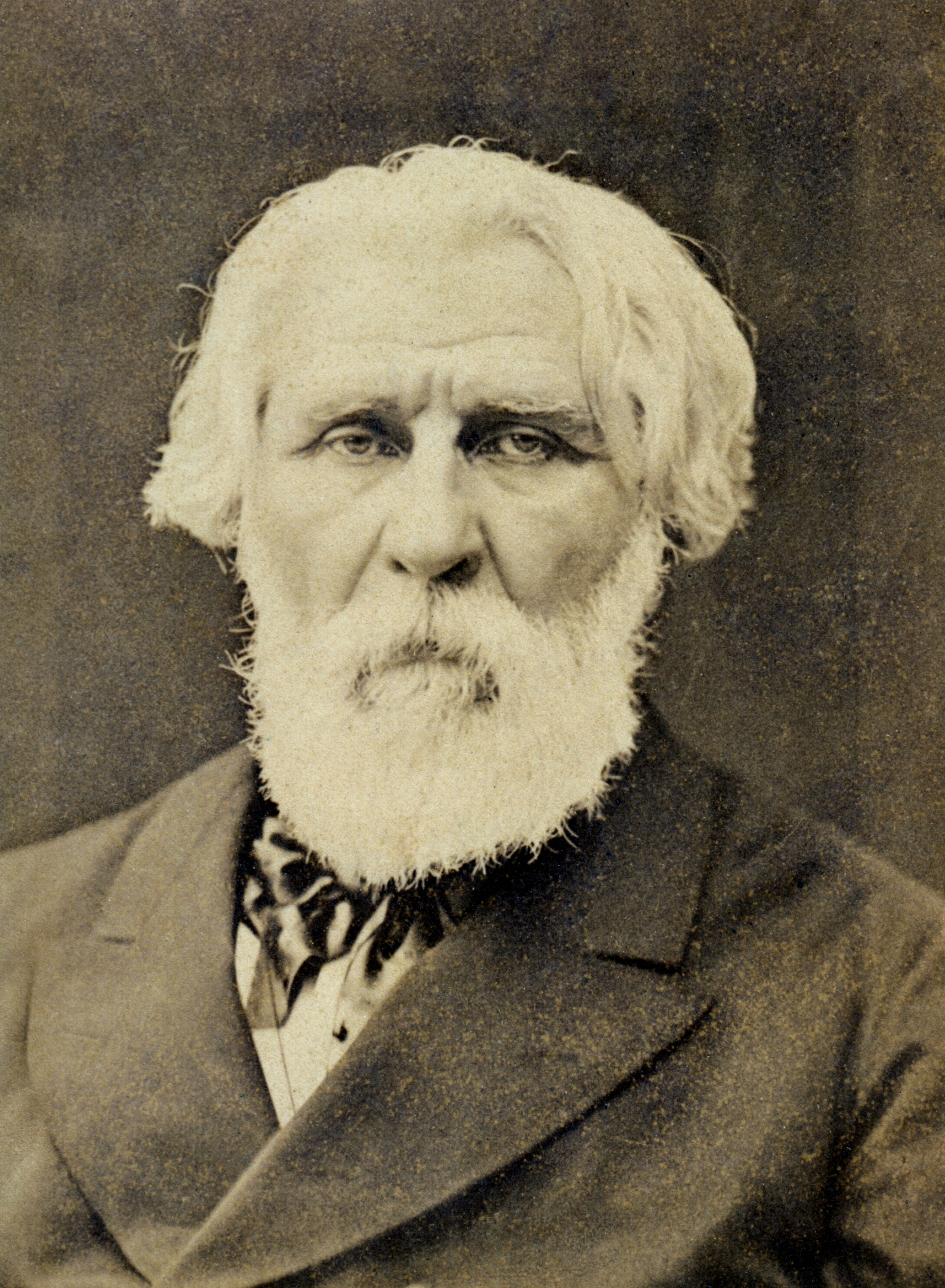
Ivan Tourgueniev

Il rencontre Flaubert pour la première fois, le 28 février 1863, d'après le journal des Frères Goncourt, et lui écrit dès le lendemain pour lui annoncer l'envoi de ses livres. Une amitié commence, dont la première trace apparaît dans la correspondance de Flaubert à la date du 2 avril 1863, après lecture desdits romans. Elle ne cessera qu'à la mort de Flaubert, le 8 mai 1880. Il traduit en russe La Légende de saint Julien l’Hospitalier et collecte de l’argent pour faire ériger un monument à la mémoire de l'auteur.
Dans les années 1870, il vit à Paris, 50 bis rue de Douai, chez les Viardot. Il rencontre Zola (dont il publie les romans en Russie), Alphonse Daudet qu'il aide pour ses publications, Edmond de Goncourt seul (son frère Jules étant mort en cette année 1870), Jules Verne qu'il conseille pour l'élaboration de son roman Michel Strogoff (publié par leur éditeur commun Pierre-Jules Hetzel). Il y rencontre aussi George Sand, les compositeurs Camille Saint-Saëns et Théodore Dubois, ainsi que les filles de la maison (1871-72), alors chanteuses, dont l'une, Claudie, entretint plus tard une captivante correspondance avec l'écrivain russe. Il publie en 1871 Eaux printanières, un de ses plus beaux récits.
Ecrivain d’une prose limpide, évocateur des subtilité de l’âme feminine et des incertitudes du sentiment amoureux, Tougueniev avait aussi un côté sombre, évoqué par Boris Zaïtsev: Incroyant, «il avait le sentiment d’une  puissance suprême aveugle et sans pitié ». Avec les années, ce sentiment devait s’accentuer, susciter un attrait pour le fantastique perceptible dans ses nouvelles des années 70 comme Un rêve, ou Relique vivante.  
En 1875, Tourgueniev est élu vice-président au Congrès International de Littérature, aux côtés de Victor Hugo qu'il rencontre pour la première fois. À la fin des années 1870, Tourgueniev se fait construire une datcha à Bougival sur le même terrain que la propriété des Viardot, dans les environs de Paris. Il obtient en 1879 le titre de doctor à Oxford et l'on commence à jouer ses pièces en Europe. Il tombe gravement malade au début des années 1880, est opéré à Paris et retourne à Bougival en convalescence. Là, il dicte à Pauline Un incendie en mer et prophétise les événements de Russie.
Il meurt le 3 septembre 1883 en son domicile au no 16, rue de Mesmes à Bougival, Alphonse Duvernoy est témoin du décès devant l'état civil. Il sera inhumé le 9 octobre 1883 à Saint-Pétersbourg, au cimetière Volkovo aux pieds de Belinski, selon son vœu.
Fiodor Dostoïevski, qui le cite en épigraphe à sa nouvelle Les Nuits blanches, le caricature sous le nom de Karmazinov dans Les Démons.

## Œuvre

### Nouvelles
- André Kolossov (1844)
- Les Trois Portraits (1846)
- Un bretteur (1847)
- Le Juif (1847)
- Petouchkov (1847)

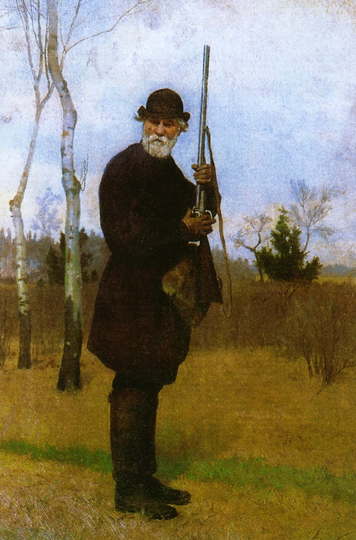
Ivan Tourguéniev à la chasse (1879), tableau de Dmitriev-Orenbourgski, collection privée.

- Mémoires d'un chasseur (1847), recueil de nouvelles. Édition définitive, et augmentée, en 1874.
  - I. Le Putois et Kalinytch (1847)
  - II. Iermolaï et la Meunière (1847)
  - III. L'Eau de framboise (1848)
  - IV. Le Médecin de campagne (1848)
  - V. Mon voisin Radilov (1847)
  - VI. L'Odnodvorets Ovsianikov (1847)
  - VII. Lgov (1847)
  - VIII. Le Pré Béjine (1851)
  - IX. Cassien de la belle Métcha (1851)
  - X. Le Régisseur (1847)
  - XI. Le Bureau (1847)
  - XII. Le Loup-garou (1848)
  - XIII. Deux gentilshommes campagnards (1852)
  - XIV. Lébédiane (1848)
  - XV. Tatiana Borissovna et son neveu (1848)
  - XVI. La Mort (1848)
  - XVII. Les Chanteurs (1850)
  - XVIII. Pierre Pétrovitch Karataïev (1847)
  - XIX. Le Rendez-vous (1850)
  - XX. Le Hamlet du district de Chtchigry (1849)
  - XXI. Tchertopkhanov et Nédopiouskine (1849)
  - XXII. La Fin de Tchertopkhanov (1872)
  - XXIII. Relique vivante (1874)
  - XXIV. On vient (1874)
  - Conclusion. La Forêt et la Steppe (1849)
- Le Journal d'un homme de trop (1850)
- Trois Rencontres (1852)
- Moumou (1852), nouvelle écrite alors que l'auteur est en détention dans une maison d'arrêt de Saint-Pétersbourg.
- Les Eaux tranquilles (1854), parfois intitulée Un coin tranquille, ou encore L'antchar. Version définitive en 1856.
- Deux Amis (1854)
- L'Auberge de grand chemin (1855)
- Une correspondance (1856)
- Jacques Passinkov (1856)
- Faust (1856)
- Excursion dans les grands-bois (1856)
- Assia (ou Asya) (1858)
- Premier Amour (1860), nouvelle en partie autobiographique.
- Apparitions (1864), le premier récit fantastique de l'auteur.
- Assez ! (1865)
- Le Chien (1866), nouvelle fantastique.
- L'Infortunée (1869)
- Étrange Histoire (1870)
- Un roi Lear des steppes (1870)
- Pounine et Babourine (1874)
- La Montre (1875)
- Un rêve (1877), nouvelle fantastique
- Le Chant de l'amour triomphant (1881), récit fantastique situé à Ferrare au XVIe siècle.
- Clara Militch (1883), aussi connu sous le titre Après la mort. Récit d'un amour post-mortem.
- La Caille (1883)
- L'Exécution de Troppmann (1870), 1re traduction française de Isaac Pavlovski, publiée dans ses Souvenirs sur Tourguéneff, Savine, 1887 (réédition: L'Exécution de Troppmann et autres récits, préface d'Alexandre Zviguilsky, Stock, Paris, 1990).

### Romans
- Roudine (1856)
- Nid de gentilhomme ou Nid de seigneurs (1859)
- À la veille (1860)
- Pères et Fils (1862). Le chef-d'œuvre romanesque de l'auteur.
- Fumée (1867)
- Eaux printanières (1871)
- Terres vierges (1877)

### Théâtre
- L'Imprudence (1843)
- Sans argent (1846)
- Le fil rompt où il est mince (1848)
- Le Pain d'autrui (1848)
- Le Célibataire (1849)
- Un mois à la campagne, la pièce la plus célèbre de l'auteur, écrite en 1850, mais qui n'a été créée qu'en 1879.
- La Provinciale
- Le Déjeuner chez le maréchal
- Le Pique-assiette
- Conversation sur la grand-route
- Un soir à Sorrente

### Poésie
- Senilia, poèmes en prose, Coll. Orphée, Éditions de la Différence, 1990

## Adaptations

### Au cinéma
- 1915 : Après la mort (После смерти, Posle smerti) de Evgueny Bauer adapté de Clara Militch
- 1915 : Le Chant de l'amour triomphant (Piesn torjestvouiouchtcheï lubvi) d'Evgueny Bauer.
- 1923 : Le Chant de l'amour triomphant de Victor Tourjanski[23].

### En musique
Plusieurs de ses textes ont été mis en musique, par Pauline Viardot, Anton Rubinstein, Anton Arenski, Vladimir Rebikov, Alexandre Dubuque et Georgi Catoire notamment.

## Hommages
La Poste française émet un timbre à son effigie le 12 novembre 2018.
En astronomie, sont nommés en son honneur :
- le cratère mercurien Turgenev[26] ;
- l'astéroïde (3323) Turgenev[27].

Plusieurs institutions portent également son nom, comme la bibliothèque russe Tourguenev à Paris ou le musée Ivan-Tourgueniev à Bougival.